# Saxon (Carolina del Sud)
Saxon és una concentració de població designada pel cens dels Estats Units a l'estat de Carolina del Sud. Segons el cens del 2000 tenia 3.707 habitants.

## Demografia
Segons el cens del 2000, Saxon tenia 3.707 habitants, 1.294 habitatges i 854 famílies. La densitat de població era de 603,9 habitants/km².
Dels 1.294 habitatges en un 26,1% hi vivien nens de menys de 18 anys, en un 38,8% hi vivien parelles casades, en un 18,6% dones solteres, i en un 34% no eren unitats familiars. En el 27,7% dels habitatges hi vivien persones soles el 9,4% de les quals corresponia a persones de 65 anys o més que vivien soles. El nombre mitjà de persones vivint en cada habitatge era de 2,65 i el nombre mitjà de persones que vivien en cada família era de 3,17.
Per edats la població es repartia de la següent manera: un 22,7% tenia menys de 18 anys, un 17,5% entre 18 i 24, un 26,7% entre 25 i 44, un 22% de 45 a 60 i un 11,1% 65 anys o més.
L'edat mediana era de 32 anys. Per cada 100 dones de 18 o més anys hi havia 108,1 homes.
La renda mediana per habitatge era de 22.381 $ i la renda mediana per família de 26.118 $. Els homes tenien una renda mediana de 22.099 $ mentre que les dones 20.139 $. La renda per capita de la població era d'11.887 $. Entorn del 18,3% de les famílies i el 23,2% de la població estaven per davall del llindar de pobresa.

## Poblacions més properes
El següent diagrama mostra les poblacions més properes.